# Psaliodes duplicilinea
Psaliodes duplicilinea là một loài bướm đêm trong họ Geometridae.